# Cavalli di razza
Cavalli di razza (The Lords of Discipline) è un film del 1983, diretto da Franc Roddam, tratto dal romanzo The Lords of Discipline, scritto da Pat Conroy.

## Trama
Stati Uniti, 1964, nel collegio militare Carolina Military Institute, per la prima volta viene ammesso un cadetto di colore ed all'allievo anziano Will McLean ne viene affidato l'addestramento. Questi non si dimostra contrario alla presenza nell'istituto del giovane afroamericano, mentre sembra mostrare perplessità sui metodi in vigore nel collegio, che prevedono vessazioni ed umiliazioni da parte dei cadetti anziani nei confronti dei nuovi arrivati, a partire dalla prima notte di permanenza, la cosiddetta "notte delle streghe"; atteggiamento che non sfugge all'attenzione del fanatico comandante, il generale Bentley Durrell, il quale, dopo averlo convocato, si mostra ostile alla sua "morbidezza".
Il regolamento del collegio tuttavia impone anche di proteggere gli allievi in difficoltà e Will, con l'aiuto dell'anziano colonnello Berrineau, si incarica di seguire il mite Poteete, spesso preso di mira per il suo sovrappeso, ed il suo successivo suicidio, risultato delle continue intimidazioni, sembra sia stato indotto da un gruppo di cadetti che segretamente opera all'interno dell'istituto per proteggerne le tradizioni, i cosiddetti "10", ossia i dieci allievi più meritevoli del corso.
Nel momento in cui le azioni dei 10 si indirizzano verso Pearce, l'allievo di colore, arrivando a marchiarlo mentre questi è sotto la doccia, Will inizia ad indagare sull'identità dei cadetti, scoprendo che uno di loro è Tradd, suo amico e compagno di stanza, figlio di un ufficiale ex cadetto dell'istituto ed amico del generale, membro anch'egli a suo tempo dei 10, ed inoltre che il generale Durrell era a conoscenza di tutto. La sua scoperta costringe il generale a dare le dimissioni ma il rigetto di Will verso l'ambiente è tale che, una volta riammesso all'istituto Pignetti, un suo compagno ingiustamente espulso, decide di rinunciare alla carriera militare, abbandonando il collegio.